# Yannick Eijssen
Yannick Eijssen (Leuven, 26 juni 1989) is een voormalig Belgisch wielrenner. Hij stond bij de beloften bekend als een talentvol klimmer. Na een stage in 2009 bij Silence-Lotto, maakte hij in 2011 zijn profdebuut bij BMC Racing Team.. Op het profniveau kon Eijssen de verwachtingen echter niet inlossen, en in mei 2016, op 26-jarige leeftijd, maakte hij bekend aan zijn laatste seizoen bezig te zijn.

## Belangrijkste overwinningen
2007
2e etappe Ronde van Istrië
Eindklassement Ronde van Istrië
2010
Beverbeek Classic
3e etappe Ronde van de Isard
Eindklassement Ronde van de Isard
3e etappe Ronde van de Toekomst
2012
1e etappe Ronde van Trentino (ploegentijdrit)
2013
2e etappe Ronde van Qatar (ploegentijdrit)
2014
1e etappe Ronde van Trentino (ploegentijdrit)

## Resultaten in voornaamste wedstrijden
| Jaar | Ronde van Italië | Ronde van Frankrijk | Ronde van Spanje |
| ---- | ---------------- | ------------------- | ---------------- |
| 2011 |                  |                     |                  |
| 2012 |                  |                     | 119e             |
| 2013 |                  |                     | 83e              |
| 2014 | opgave           |                     |                  |
| 2015 |                  |                     |                  |

| Jaar | Amstel Gold Race | Luik-Bast.‑Luik | Ronde van Lombardije | Clásica San Sebastián | Brabantse Pijl |
| ---- | ---------------- | --------------- | -------------------- | --------------------- | -------------- |
| 2011 |                  |                 |                      | 79e                   | opgave         |
| 2012 |                  |                 |                      |                       | opgave         |
| 2013 |                  |                 |                      | 17e                   | opgave         |
| 2014 |                  |                 | opgave               |                       | 55e            |
| 2015 | 121e             | opgave          |                      |                       | 77e            |

## Ploegen
- 2009- Silence-Lotto (stagiair vanaf 1-8)
- 2011- BMC Racing Team
- 2012- BMC Racing Team
- 2013- BMC Racing Team
- 2014- BMC Racing Team
- 2015- Wanty-Groupe Gobert
- 2016- Crelan-Vastgoedservice